# Erethizon dorsata
Erethizon dorsatum là một loài động vật có vú trong họ Erethizontidae, bộ Gặm nhấm. Loài này được Linnaeus mô tả năm 1758.

## Hình ảnh

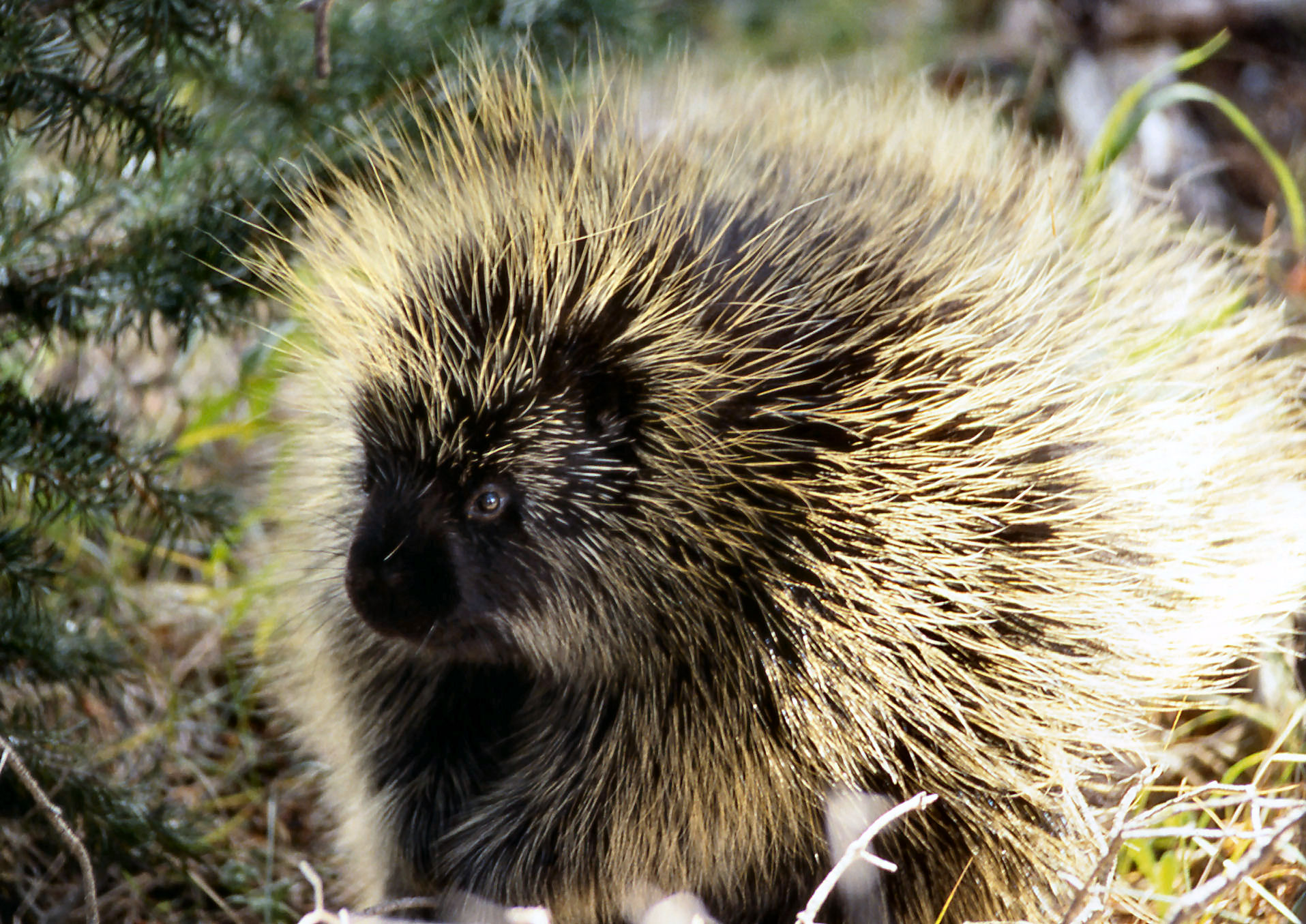
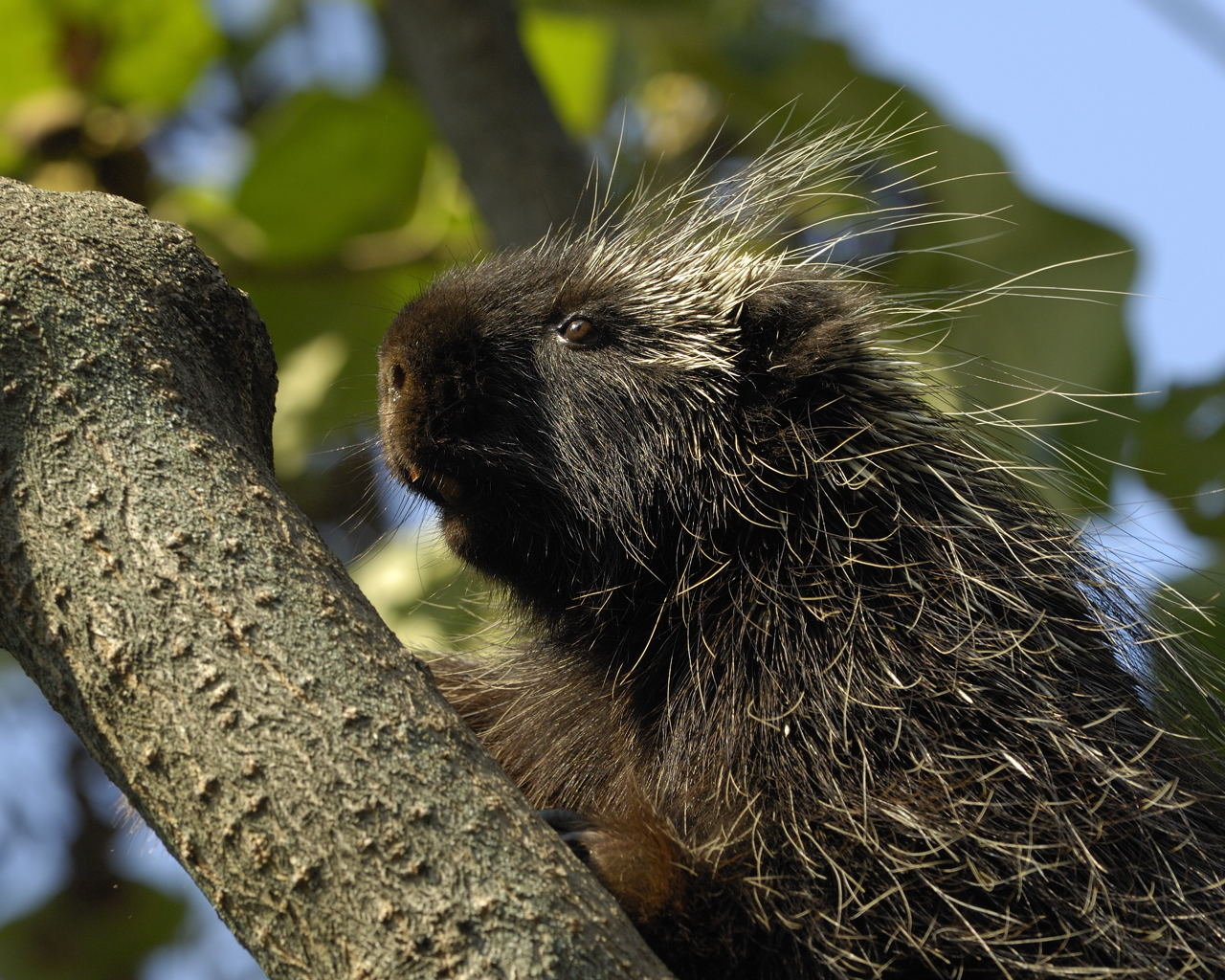
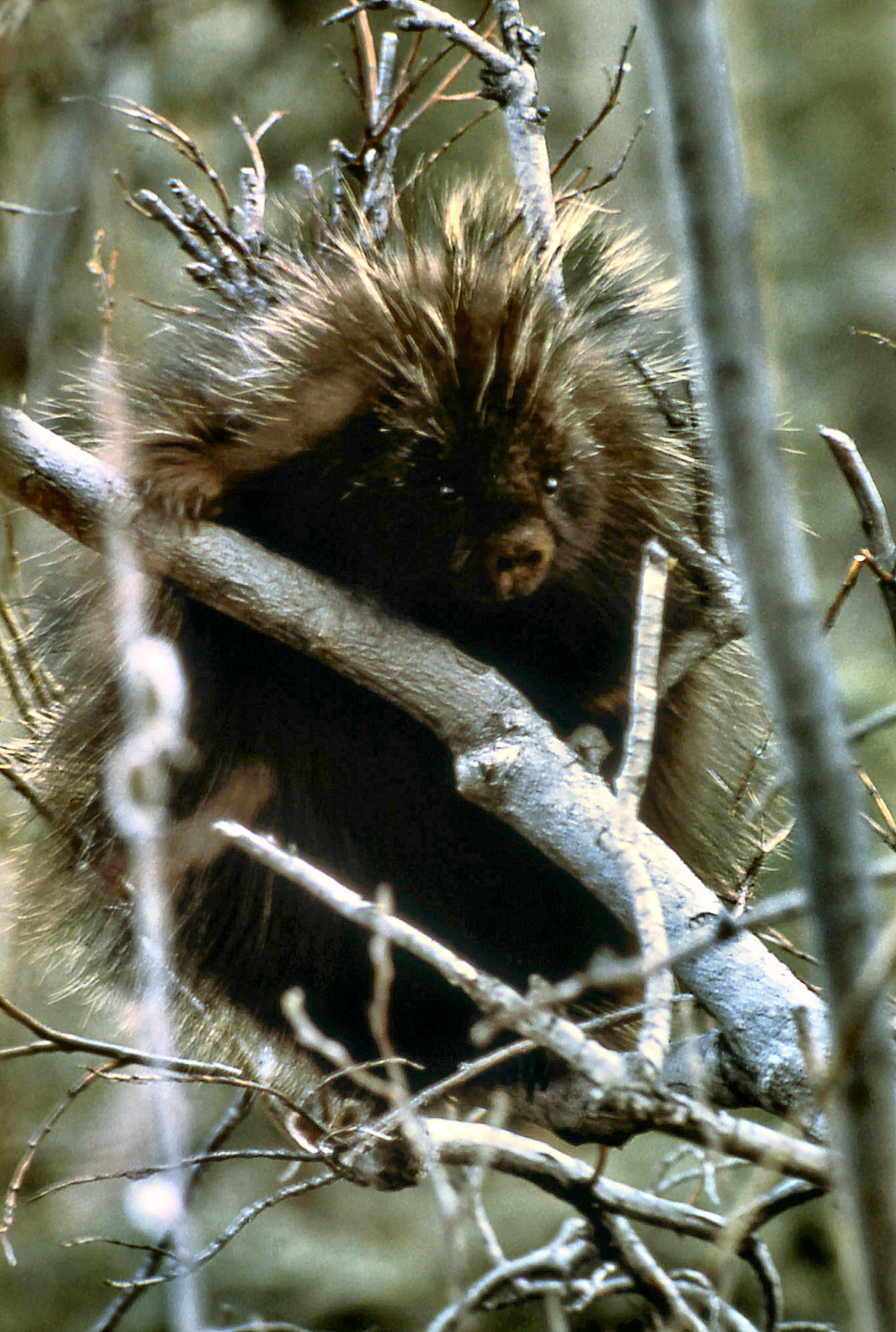
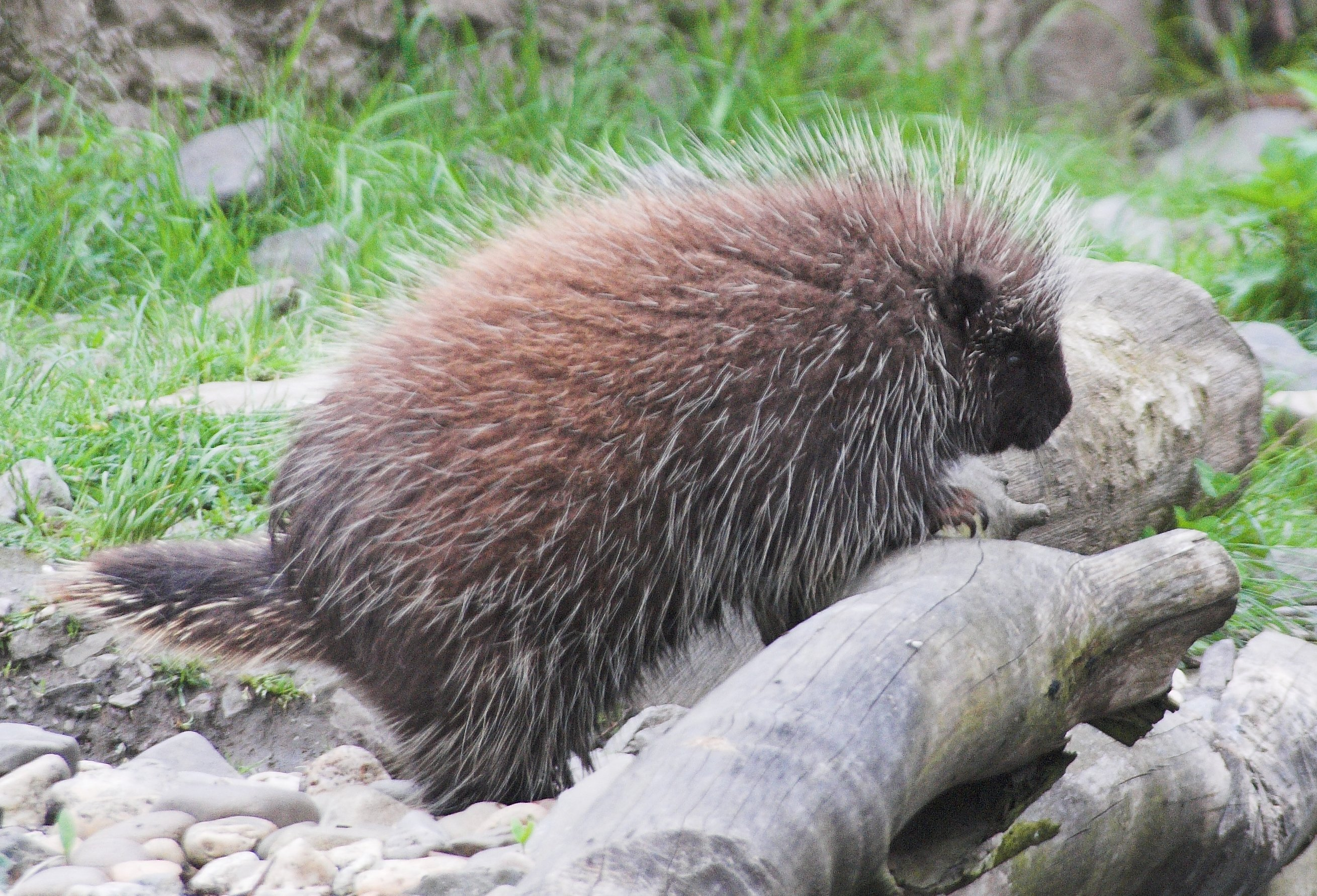

## Phân loài
- E. d. dorsatum
- E. d. bruneri
- E. d. couesi
- E. d. epixanthum
- E. d. myops
- E. d. nigrescens
- E. d. picinum